# Peter Stormare
Rolf Peter Ingvar Stormare, ursprungligen Storm, född 27 augusti 1953 i Kumla församling, Örebro län, är en svensk skådespelare, regissör och musiker.

## Bakgrund, liv och musik
Peter Stormare föddes i Kumla, men växte upp i Arbrå i Bollnäs kommun i Hälsingland,[källa behövs] där han också spelade gitarr och sjöng i rockbandet Kabel & Granater. Han utexaminerades från Teaterhögskolan i Stockholm 1981. Där var han klasskamrat med bland andra Jessica Zandén, Maria Johansson, Sissela Kyle och Tomas Norström. Det var på teaterhögskolan han bytte efternamn till Stormare, då det fanns en äldre student som också hette Peter Storm. I TV-programmet Stjärnorna på slottet (SVT) berättade han till stor muntration hur ovan och okunnig han var om teater och storstadsliv, när han från Hälsingland kom till Stockholm för att söka sin väg.
Stormare spelar i musikbandet Blonde From Fargo och medverkar även på The Poodles låt "Seven Seas" samt spelar i Sabatons musikvideo "Uprising".
Stormare spelar gåtställaren Kapten Kaboom i TV4:s familjeunderhållningsprogram Fångarna på fortet.

### Familj
Peter Stormare är gift med Toshimi Stormare och är bosatt i Los Angeles. Tillsammans har de en dotter född 2009. Han är gudfar till Gustaf Skarsgård.

## Skådespeleri och regi
Efter Teaterhögskolan blev Stormare skådespelare på Dramaten i Stockholm, där han bland annat spelade i Klassfiende och Per Verner-Carlssons uppsättning Senecas död, innan Ingmar Bergman, återkommen till Sverige efter sin exil, uppmärksammade honom och kom att göra honom till en av sina favoritskådespelare i världsturnerande teateruppsättningar som Kung Lear, Fröken Julie (mot Lena Olin respektive Marie Göranzon), den med regissören porträttlike titelrollen i Hamlet (mot Pernilla Augusts Ofelia) och mot Jarl Kulle, Bibi Andersson och Thommy Berggren i Lång dags färd mot natt under hela 1980-talet, och filmer/TV-produktioner som Fanny och Alexander (1982) och Larmar och gör sig till (1997). På Dramaten visade han sig också vara en god regissör med uppsättningar som Harold Pinters Bergens språk och August Strindbergs Kronbruden och Stora landsvägen. Han har även fortsatt internationellt med regiuppdrag. 1996 regisserade han bland annat Mozarts opera Don Giovanni på Folkoperan i Stockholm.
Arbetet med Bergman ledde till internationella möjligheter, och 1990 gjorde han en liten roll i Hollywood-filmen Uppvaknanden. Sedan dess har Stormare gjort de flesta av sina roller i amerikanska filmer. Han har ofta spelat europé med tvivelaktig moral. I filmen Constantine (2005) spelade Stormare Satan. Han fick fin kritik för sin roll som en tyst och hänsynslös skurk i Coenbrödernas film Fargo (1996). I The Big Lebowski spelade han en tysk nihilist. Han väckte uppmärksamhet som rysk kosmonaut (Lev Andropov) i storfilmen Armageddon samt spelade en sjaskig, licenslös svensk ögonläkare (som pratar svenska) i Minority Report (2002). 
1997 spelade han jägaren Dieter Stark i filmen The Lost World: Jurassic Park (i denna film svär han på svenska vid ett tillfälle). Han har även gästspelat i TV-serien Seinfeld som ”Slippery Pete” i ett avsnitt där George Costanza köper ett arkadspel. Peter Stormare medverkade även i 20 avsnitt av den prisbelönta TV-serien Prison Break, i rollen som ”John Abruzzi”, en maffiaboss som hjälper till vid rymningen som serien handlar om. I serien CSI spelar Stormare en bordellägare. I svenska sammanhang märks Stormare till exempel i rollen som samen Klemens i filmen Varg (2008), för vilken han fick filmpris i Moskva och nominering till Guldbagge 2009, och som Jan Guillous underrättelseofficer Carl Hamilton i Hamilton (1998) och i Jägarna 2 (2011).
Inför sommaren 2020 skulle Stormare göra sitt första framträdande på en svensk teaterscen sedan Bergmanåren när han tog sig an rollen som Kung Herodes i Jesus Christ Superstar på Dalhalla den 15, 16 och 17 juli. Denna föreställning sköts upp till följd av coronaviruspandemin.
Peter Stormare regisserade även 2020 dokumentärfilmen The American Runestone.

## Övrigt
Peter Stormare har gjort rösterna till Mattias Nilsson i spelet Mercenaries: Playground of Destruction och dess uppföljare Mercenaries 2: World in Flames och till Dr. Gregor Zelinsky i spelet Command & Conquer: Red Alert 3. Stormare har även medverkat i reklamfilmer för Tele2, Spendrups ölmärke, Mariestads och en del tyska reklamfilmer för bilmärket Volkswagen, där han också spelade in låten "V Dub In Da House". Under 2011 års Super Bowl premiärvisades reklam för Budweiser där Stormare spelar cowboy och han medverkade även som pausunderhållning i Melodifestivalen 2011, i form av rollfiguren Harry Cane. Stormare har även gjort rösten till Dr. Hill i spelet Until Dawn. Stormare har medverkat i en av Rockgruppen Sabatons musikvideor.

## Teater

### Roller (ej komplett)

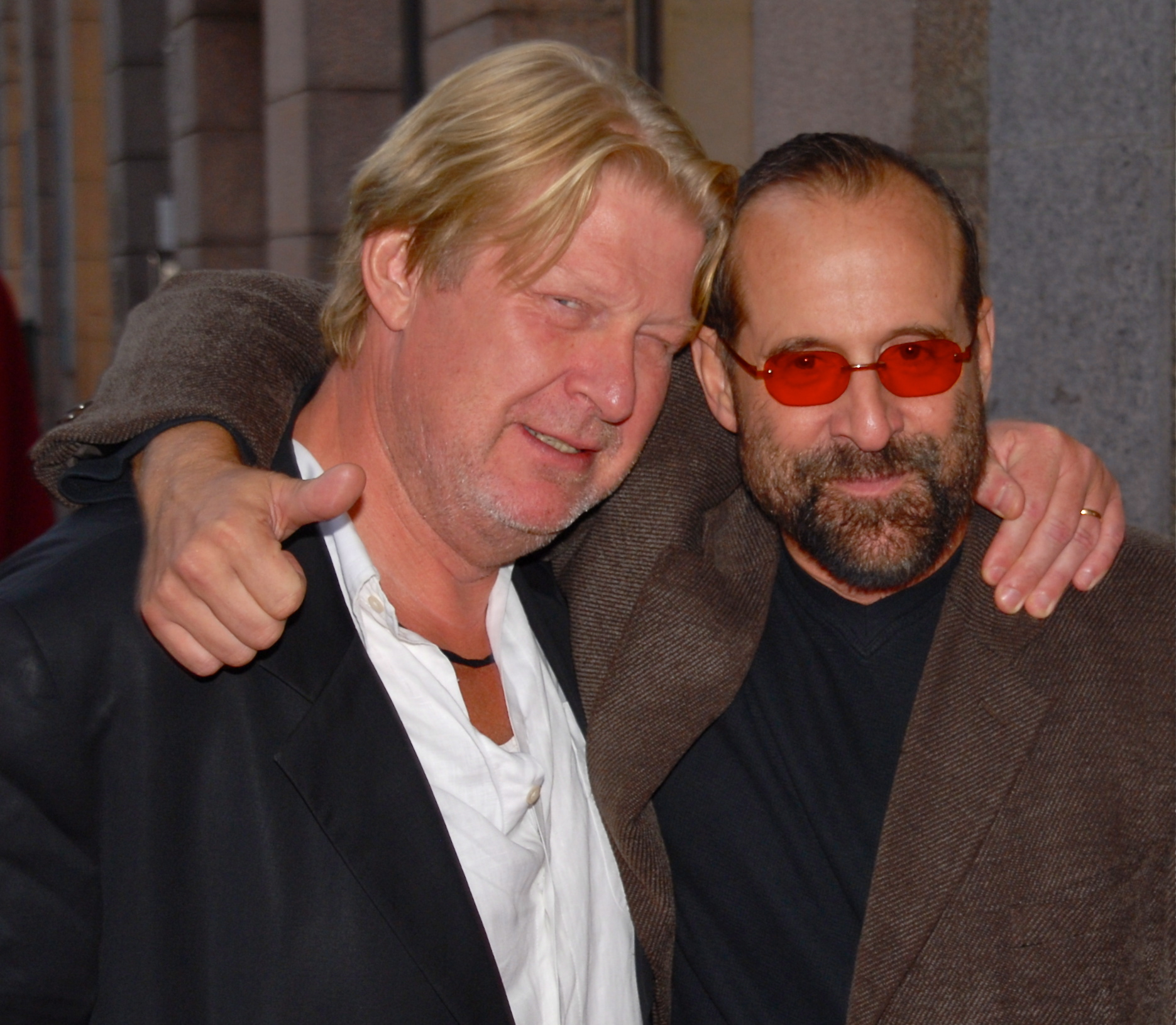
Rolf Lassgård och Peter Stormare på premiären av Jägarna 2 i Stockholm den 5 september 2011.

| År   | Roll                     | Produktion                                        | Regi               | Teater      |
| ---- | ------------------------ | ------------------------------------------------- | ------------------ | ----------- |
| 1980 |                          | Tolvskillingsoperan Bertolt Brecht och Kurt Weill | Lars Göran Carlson | Parkteatern |
| 1982 | Pajen                    | Klassfiende                                       |                    | Dramaten    |
| 1982 | Jeep                     | Action                                            |                    | Dramaten    |
| 1982 | Philo                    | Senecas död                                       |                    | Dramaten    |
| 1983 | Athos + Soldat Ettan     | Lützen                                            |                    | Dramaten    |
| 1984 | Cornwall, gift med Regan | Kung Lear                                         |                    | Dramaten    |
| 1985 | Wesley                   | Den svältande klassens förbannelse                |                    | Dramaten    |
| 1985 | Jean                     | Fröken Julie                                      |                    | Dramaten    |
| 1986 | Hamlet                   | Hamlet                                            |                    | Dramaten    |
| 1988 | Edmund Tyrone            | Lång dags färd mot natt                           |                    | Dramaten    |
| 1989 | Mjölnaren + Mördare      | Stora Landsvägen                                  |                    | Dramaten    |
| 1990 | Johannes                 | Amorina Carl Jonas Love Almqvist                  | Peter Stormare     | Dramaten    |
| 1991 | Jean                     | Fröken Julie August Strindberg                    | Ingmar Bergman     | Dramaten    |

### Regi
| År   | Produktion       | Upphovsmän               | Teater                     |
| ---- | ---------------- | ------------------------ | -------------------------- |
| 1987 | Dvärgarna        |                          | Dramaten                   |
| 1988 | Kronbruden       | August Strindberg        | Dramaten                   |
| 1989 | Bergens språk    |                          | Dramaten (även scenbild)   |
| 1989 | Stora landsvägen | August Strindberg        | Dramaten (även scenografi) |
| 1990 | Amorina          | Carl Jonas Love Almqvist | Dramaten                   |

## Filmografi, i urval

### TV-serier
| År        | TV-serie                              | Noter                                                                   |
| --------- | ------------------------------------- | ----------------------------------------------------------------------- |
| 1978      | Hur bär du dig åt, människa?!         | TV-serie                                                                |
| 1979      | Selambs                               | TV-serie                                                                |
| 1993      | Morsarvet                             | Mini-serie                                                              |
| 1998      | Seinfeld                              | Avsnitt: The Frogger                                                    |
| 2002–2003 | Se upp för Ellie                      |                                                                         |
| 2004      | Joey                                  |                                                                         |
| 2005–2006 | Prison Break Played John Abruzzi      |                                                                         |
| 2007      | CSI: Crime Scene Investigation        |                                                                         |
| 2007      | Stjärnorna på Slottet                 |                                                                         |
| 2008      | Transformers: Animated                | Prometheus Black/Meltdown (röst)                                        |
| 2008      | Monk                                  | Säsong 6, avsnitt 14, Mr. Monk Paints His Masterpiece                   |
| 2009      | Entourage                             |                                                                         |
| 2009      | Tim and Eric Awesome Show, Great Job! | Gorb                                                                    |
| 2010      | Weeds                                 | Avsnitt: "A Yippity Sippity" and "Bliss"                                |
| 2010      | Hawaii Five-0                         |                                                                         |
| 2010      | Adventure Time                        | Avsnitt: Blood Under the Skin                                           |
| 2011      | Covert Affairs                        | Avsnitt: The Outsiders                                                  |
| 2011      | Wilfred                               |                                                                         |
| 2011      | Leverage                              | Avsnitt: The Office Job                                                 |
| 2012      | Body of Proof                         | Avsnitt: Mind Games                                                     |
| 2012      | NCIS: Los Angeles                     | Avsnitt: Crimeleon                                                      |
| 2014      | The Blacklist Psych                   | Avsnitt: Berlin: Conclusion (som Berlin) Avsnitt: Someone’s Got a Woody |
| 2015      | Teenage Mutant Ninja Turtles          | Lord Dregg (engelskspråkig röst)                                        |
| 2015      | Manhattan                             | Lazar                                                                   |
| 2016      | Black widows                          |                                                                         |
| 2016      | Midnattssol                           |                                                                         |
| 2017      | Swedish Dicks                         | Även skapare                                                            |
| 2021      | The Box                               |                                                                         |

### Filmer
| År   | Film                                      |
| ---- | ----------------------------------------- |
| 1978 | Lyftet                                    |
| 1982 | Fanny och Alexander                       |
| 1986 | Seppan                                    |
| 1986 | Den frusna leoparden                      |
| 1987 | Mälarpirater                              |
| 1990 | Från de döda                              |
| 1990 | Uppvaknanden                              |
| 1991 | Freud flyttar hemifrån...                 |
| 1992 | Damage                                    |
| 1996 | Fargo                                     |
| 1997 | The Lost World: Jurassic Park             |
| 1997 | Larmar och gör sig till                   |
| 1998 | Armageddon                                |
| 1998 | Kod Mercury                               |
| 1998 | The Big Lebowski                          |
| 1998 | Hamilton                                  |
| 1999 | Super 8                                   |
| 2000 | Bruiser                                   |
| 2000 | Chocolat                                  |
| 2000 | Dancer in the Dark                        |
| 2000 | The Million Dollar Hotel                  |
| 2000 | Circus                                    |
| 2001 | Happy Campers                             |
| 2002 | 13 Moons                                  |
| 2002 | The Beatle Fan                            |
| 2002 | Spun                                      |
| 2002 | Minority Report                           |
| 2002 | Windtalkers                               |
| 2002 | The Tuxedo                                |
| 2002 | Bad Company                               |
| 2003 | Hitler - Ondskans natur                   |
| 2003 | Bad Boys II                               |
| 2003 | The Movie Hero                            |
| 2004 | Birth                                     |
| 2005 | The Batman vs Dracula: The Animated Movie |
| 2005 | Brothers Grimm                            |
| 2005 | 2001 Maniacs                              |
| 2005 | Buck Rogers to the Xtreme!                |
| 2005 | Constantine                               |
| 2006 | Nacho Libre                               |
| 2006 | Unknown                                   |
| 2007 | Ond Aning                                 |
| 2007 | Anamorph                                  |
| 2007 | Boot Camp                                 |
| 2007 | They Never Found Her                      |
| 2007 | Switch                                    |
| 2007 | Tatt av Kvinnen                           |
| 2007 | Hoppet                                    |
| 2008 | Witless Protection                        |
| 2008 | Insanitarium                              |
| 2008 | Varg                                      |
| 2009 | The Killing Room                          |
| 2009 | Horsemen                                  |
| 2009 | The Imaginarium of Doctor Parnassus       |
| 2010 | Dylan Dog: Dead of Night                  |
| 2010 | Isolerad                                  |
| 2010 | Small Town Murder Songs                   |
| 2010 | Henry's Crime                             |
| 2011 | Marianne                                  |
| 2011 | Inseparable                               |
| 2011 | Jägarna 2                                 |
| 2011 | Hjelp, vi er i filmbransjen               |
| 2012 | Lockout                                   |
| 2012 | Get the Gringo                            |
| 2012 | Small Apartments                          |
| 2012 | How I Spent my Summer Vacation            |
| 2013 | The Last Stand                            |
| 2013 | Hansel & Gretel: Witch Hunters            |
| 2013 | The Zero Theorem                          |
| 2014 | Tokarev                                   |
| 2014 | 22 Jump Street                            |
| 2014 | Pingvinerna från Madagaskar (röst)        |
| 2017 | John Wick: Chapter 2                      |
| 2022 | Day Shift                                 |
| 2025 | Until Dawn                                |

### Datorspel & Tv-spel
| År   | Spel                                                      |
| ---- | --------------------------------------------------------- |
| 2005 | Quake 4                                                   |
| 2005 | Mercenaries                                               |
| 2008 | Mercenaries 2: World in Flames                            |
| 2008 | Command & Conquer: Red Alert 3                            |
| 2009 | Wanted: Weapons of Fate                                   |
| 2010 | Call of Duty: Black Ops 2 (The Replacer)                  |
| 2014 | Destiny (röst)                                            |
| 2015 | Until dawn (Dr. Hill)                                     |
| 2016 | Call of duty: black ops 3 Awakening DLC (the replacer)    |
| 2017 | Destiny 2 (röst)                                          |
| 2018 | Call of Duty: Black Ops 4 (the replacer spelbar karaktär) |

## Diskografi
- Dallerpölsa och småfåglar (2002)
- Swänska hwisor vol 1 (2004)
- Lebowski-Fest 2005 (2005)